# 버트 그린스테드

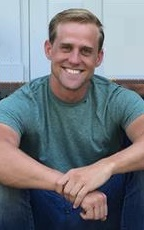

버트 그린스테드(Burt Grinstead, 1988년 8월 22일 ~ )는 미국의 배우, 텔레비전 배우이다.
보인턴비치에서 태어났다.

## 영화
- 데스 레이스 2050 (2017년)
- 세바스티안 (2014년)